# マイティ・レモン・ドロップス
マイティ・レモン・ドロップス（The Mighty Lemon Drops）は、1985年から1992年にかけて活動したイングランドのロック・グループである。

## 略歴
元々はシャーベット・モンスター (Sherbet Monsters)と呼ばれていた4人組は、1985年春にブラック・カントリーのウルヴァーハンプトンで最初に結成された。ポール・マーシュ、デイヴ・ニュートン、トニー・ラインハンは、1982年にアクティヴ・レストレイント (Active Restraint)と呼ばれるバンドで一緒に演奏し、ニュートンは後にワイルド・フラワーズ (The Wild Flowers)の結成メンバーとなった。デイヴ・ニュートンとトニー・ラインハンがグループの主要なソングライターを務めた。彼らのサウンドは、よりサイケデリアの影響を受けたポストパンクと表現できる。リード楽器として鳴り響くリッケンバッカー・ギターを演奏している。彼らは、サイケデリアの影響を受けたエコー&ザ・バニーメンと比較された。
オリジナル・ドラマーであるマーティン・ギルクス（後にワンダー・スタッフに加入）を失った後、ドロップスのラインナップはポール・マーシュ（ボーカル）、デヴィッド・ニュートン（ギター）、トニー・ラインハン（ベース）、キース・ロウリー（ドラム）で定着した。1985年12月、マイティ・レモン・ドロップスとなった4人組が、最初のインディーズ・シングル「Like An Angel」をテレビ・パーソナリティのDaniel Treacyによる「Dreamworld Records」レーベルからリリース。全英インディーズ・チャートのトップを飾り、14,000枚を売り上げた。また、ほぼ同時期にジョン・ピール・セッションをレコーディングしている。『ニュー・ミュージカル・エクスプレス』誌によって支持された「C86ムーブメント」の一部となった彼らは、すぐにラフ・トレードのジェフ・トラヴィスが新しく始めたクリサリス・レコード傘下のブルー・ギター・レーベルの元に集まった。彼らは同時期にアメリカとカナダにおけるサイアー・レコードと契約した。デレク・ジャーマンは、1987年にシングル「Out of Hand」のビデオを制作し、その後、1988年にヒット曲「Inside Out」が続いた。イギリスでは、アルバム『Happy Head』と『終わりなき世界』の両方がチャートに記録された（それぞれ58位と33位）。アメリカでは、1988年に『終わりなき世界』がモダン・ロック/カレッジ・アルバムのナンバー1となり、『Sounds』誌の批評家投票で『Happy Head』が1986年のベスト50アルバムの1枚となった。これらの2枚のアルバムは、ニュートンがヴィンテージのヴォックス・マークVII・セミアコースティック「ティアドロップ」12弦エレクトリックギターと、マイクロ・フレット・スペーストーン・6弦ギターを使用することに大きく依存していた。バンドは3枚のアルバム（『Happy Head』『終わりなき世界』『Laughter』）を経て、結局イギリスのクリサリスを離れ、最初の頃のインディーズ時代のような成功を繰り返すことはできなかったが、アメリカではサイアーとの契約をしたままになっており、アルバム『Laughter』はもうひとつのアメリカにおけるモダン・ロック1位となり、1990年にBillboard 200の低位に進出した。『Laughter』のためのセッション中に、ラインハンがバンドを脱退し、マーカス・ウィリアムズが代わって加入した。
バンドは、アルバム『サウンド』と『Ricochet』という2枚のアルバムをリリースし、1992年になって最終的に解散した。その後、さらに3枚のアルバムが発表された（ライブ・アルバム『All The Way』『Young, Gifted, & Black Country』、そしてグレイテスト・ヒッツ・アルバムの『Rollercoaster: The Best of The Mighty Lemon Drops』）。2000年の終わりに、バンドはウルヴァーハンプトンで1回限りのカムバック・ギグで演奏した。2007年、バンドはコーチェラ・フェスティバルで再結成の機会を与えられたと報告された。
デイヴ・ニュートンは今でもレコーディング・エンジニアおよび音楽プロデューサーとして働いており、リトル・ワンズ、ブラッド・アーム、ソフト・パック、ヘンリー・クレイ・ピープル、Everybody Was in the French Resistance...Now!、セーター・ガールズ、トーチズ、ムーヴィーズといったプロジェクトを手がけている。2006年には、ラッシー・ファンデーションの2枚組アルバム『Through and Through』のために収録曲として「Inside Out」のカバー・バージョンをプロデュース（とベースを演奏）した。
2011年、ニュートンはブラッド・アームの3枚目のアルバム『Turn and Face Me』をプロデュースした。
すべてのマイティ・レモン・ドロップスのアルバムが、「Wounded Bird Records」から正式に再び入手可能になり、ワーナーからライセンス供与され、すべての再発盤には追加のボーナストラック、B面曲、ライナーノーツが付けられた。
2014年3月、バンドは『アップタイト アーリー・レコーディングス 1985-1986』をチェリー・レッド・レコードからリリースした。

## メンバー
- ポール・マーシュ (Paul Marsh) - ボーカル、リズム・ギター (1985年–1992年)
- デイヴ・ニュートン (Dave Newton) - ギター (1985年–1992年)
- トニー・ラインハン (Tony Linehan) - ベース (1985年–1989年)
- マーティン・ギルクス (Martin Gilks) - ドラム (1985年)
- キース・ロウリー (Keith Rowley) - ドラム (1985年–1992年)
- マーカス・ウィリアムズ (Marcus Williams) - ベース (1989年–1992年)

## ディスコグラフィ

### スタジオ・アルバム
- Happy Head (1986年) ※全英58位
- 『終わりなき世界』 - World Without End (1988年) ※全英34位
- Laughter (1989年) ※全米195位
- 『サウンド』 - Sound ... Goodbye to Your Standards (1991年)
- Ricochet (1992年)

### ライブ・アルバム
- All the Way (Live in Cincinnati) (1993年)
- Young, Gifted & Black Country (2004年)[9]

### コンピレーション・アルバム
- Rollercoaster: The Best of The Mighty Lemon Drops (1997年)
- 『アップタイト アーリー・レコーディングス 1985-1986』 - Uptight The Early Recordings 1985/1986 (2014年)

### シングル、EP
- "Like an Angel" (1985年)
- "The Other Side of You" (1986年) ※全英67位[9]
- "My Biggest Thrill" (1986年)
- Out of Hand (1987年) ※EP
- "Out of Hand" (1987年) ※全英66位
- "Inside Out" (1988年) ※全英74位
- "Fall Down (Like the Rain)" (1988年) ※全英89位
- "Into the Heart of Love" (1989年)
- "Where Do We Go from Heaven" (1989年)
- "Beautiful Shame" (1989年)
- "Too High" (Remix) (1991年)
- "Unkind" (Remix) (1991年)[10]